# Двадесет пета изложба УЛУС-а (1958)
Двадесет пета изложба УЛУС-а (1958) је трајала од 20. априла до 10. маја 1958. године. Одржана је у галеријском простору Удружења ликовних уметника Србије односно у Уметничком павиљону "Цвијета Зузорић", у Београду.

## Излагачи

### Сликарство
Радови изложени од 20. до 29. априла:
1. Даница Антић
2. Петар Аранђеловић
3. Јожеф Ач
4. Милош Бабић
5. Милорад Балаћ
6. Боса Беложански
7. Михаил Беренђија
8. Петар Бибић
9. Емил Боб
10. Олга Богдановић-Милуновић
11. Славољуб Богојевић
12. Слободан Богојевић
13. Вера Божичковић-Поповић
14. Милан Божовић
15. Коста Брадић
16. Војтех Братуша
17. Тивадар Вањек
18. Милета Виторовић
19. Живојин Влајнић
20. Исидор Врсајков
21. Лазар Вујаклија
22. Миодраг Вујачић
23. Димитрије-Мића Вујовић
24. Бошко Вукашиновић
25. Драга Вуковић
26. Живан Вулић
27. Слободан Гавриловић
28. Оливера Галовић-Протић
29. Слободан Гарашанин
30. Слободан-Бодо Гарић
31. Милош Гвозденовић
32. Милош Голубовић
33. Никола Граовац
34. Винко Грдан
35. Радомир Дамњановић
36. Ксенија Дивјак
37. Мило Димитријевић
38. Милица Динић
39. Дана Докић
40. Славе Дуковски
41. Амалија Ђаконовић
42. Заре Ђорђевић
43. Маша Живкова
44. Јован Зоњић
45. Оља Ивањицки
46. Ксенија Илијевић
47. Иван Јакобчић
48. Љубомир Јанковић
49. Мирјана Јанковић
50. Александар Јеремић
51. Богдан Јовановић
52. Гордана Јовановић
53. Милош Јовановић
54. Вера Јосифовић
55. Оливера Кангрга
56. Бошко Карановић
57. Богомил Карлаварис
58. Радивоје Кнежевић
59. Јарослав Кратина
60. Лиза Крижанић
61. Чедомир Крстић
62. Енвер Крупић
63. Јован Кукић
64. Александар Кумрић
65. Мајда Курник
66. Гордана Лазић
67. Светолик Лукић
68. Шана Лукић
69. Александар Луковић

Радови изложени од 1. до 10. маја:
1. Зоран Мандић
2. Мома Марковић
3. Радослав Миленковић
4. Душан Миловановић
5. Милан Миљковић
6. Милан Минић
7. Момчило Мирчић
8. Драгутин Митриновић
9. Предраг Михаиловић
10. Саша Мишић
11. Душан Мишковић
12. Светислав Младеновић
13. Марклен Мосијенко
14. Живорад Настасијевић
15. Олга Николић
16. Мирјана Николић-Пећинар
17. Бранко Омчикус
18. Нада Павловић
19. Споменка Павловић
20. Чедомир Павловић
21. Татјана Пајевић
22. Живка Пајић
23. Слободан Пејовић
24. Јефто Перић
25. Павле Петрик
26. Бошко Петровић
27. Јелисавета Ч. Петровић
28. Милорад Пешић
29. Гордана Поповић
30. Јован Поповић
31. Милан Поповић
32. Мирко Почуча
33. Божидар Продановић
34. Миодраг Протић
35. Божидар Раднић
36. Влада Радовић
37. Иван Радовић
38. Радмила Радојевић
39. Милутин Ж. Радојичић
40. Ђуро Радоњић
41. Милан Радоњић
42. Бошко Рисимовић-Рисим
43. Душан Ристић
44. Светозар Самуровић
45. Федор Соретић
46. Бранко Станковић
47. Боривоје Стевановић
48. Милица Стевановић
49. Едуард Степанчић
50. Мирослав Стефановић
51. Владимир Стојановић
52. Живко Стојсављевић
53. Иван Табаковић
54. Ђурђе Теодоровић
55. Невена Теокаревић
56. Војислав Тодорић
57. Дмитар Тривић
58. Стојан Трумић
59. Стојан Ћелић
60. Милорад Ћирић
61. Петар Убовић
62. Емерик Фејеш
63. Иван Цветко
64. Љубомир Цветковић
65. Љубомир Цинцар-Јанковић
66. Милан Цмелић
67. Јадвига Четић
68. Милан Четић
69. Вера Чохаџић
70. Милена Чубраковић
71. Мила Џокић
72. Анте Шантић
73. Мирјана Шипош
74. Милена Шотра

### Вајарство
Радови изложени од 20. до 29. априла:
1. Градимир Алексић
2. Габор Алмаши
3. Милан Бесарабић
4. Вука Велимировић
5. Дарослава Вијоровић
6. Војислав Вујисић
7. Радмила Граовац
8. Милорад Дамњановић
9. Стеван Дукић
10. Војислав Јакић
11. Вида Јоцић
12. Мира Јуришић
13. Антон Краљић
14. Момчило Крковић
15. Стојан Лазић
16. Мира Летица
17. Ото Лого
18. Милан Лукић

Радови изложени од 1. до 10. маја:
1. Ксенија Љубибратић
2. Периша Милић
3. Франо Менегело-Динчић
4. Момчило Миловановић
5. Душан Николић
6. Јерко Павишић
7. Радивоје Павловић
8. Димитрије Парамендић
9. Владета Петрић
10. Славка Петровић-Средовић
11. Миша Поповић
12. Светомир Почек
13. Надежда Првуловић
14. Екатарина Ристивојев
15. Љубинка Савић-Граси
16. Радета Станковић
17. Живојин Стефановић
18. Ристо Стијовић
19. Радивој Суботички
20. Љубица Тапавички-Берберски
21. Синиша Тодоровић
22. Јосиф Хрдличка
23. Александар Шакић
24. Јелисавета Шобер-Поповић